# Старый Генри
«Старый Генри» (англ. Old Henry) — американский вестерн 2021 года режиссёра и сценариста Потси Понcироли. Главные роли в нём сыграли Тим Блейк Нельсон, Скотт Хейз и Гэвин Льюис. Премьера состоялась на 78-м Венецианском кинофестивале, где фильм был показан вне конкурса. «Старый Генри» был включён в десятку лучших независимых фильмов года по версии Национального совета кинокритиков США.

## Сюжет
Овдовевший фермер Генри и его сын Уайетт живут на ферме. Однажды Генри находит раненого человека с большой суммой денег, привозит его домой и помогает вынуть пулю, застрявшую в плече. Заподозрив, что это преступник, Генри его связывает. Тот представляется шерифом Карри, спасшимся от преследования бандитов и завладевшим их добычей. В поисках Карри и денег на ферму приезжают всадники — те самые преступники, выдающие себя за служителей закона. Генри говорит им, что никого не видел, они уезжают, но решают установить наблюдение и вернуться с подкреплением: Генри не кажется им похожим на обычного фермера.
Карри рассказывает Генри о своём прошлом, в том числе и о том, что был свидетелем гибели грабителя и убийцы Билли Кида. Генри развязывает его. Утром, когда герои собираются уезжать, снова появляются бандиты, взявшие в заложники кузена Генри с соседнего ранчо. Они предлагают обмен, но получают отказ и расправляются с заложником. Главный герой хладнокровно убивает их всех. Решив перевязать рану Карри, он видит на плече клеймо банды. Карри стреляет в Генри, а потом признаётся ему, что не рассказал всей правды: на самом деле он был с бандитами в сговоре. Ради славы он собирается добить смертельно раненого Генри, в котором узнал чудом спасшегося от смерти Билли Кида. В этот момент его убивает Уайетт. Умирающий отец просит сына не повторять его путь и стать достойным человеком. В финале Уайетт хоронит отца и покидает ферму.

## В ролях
- Тим Блейк Нельсон — Генри
- Скотт Хейз — Карри
- Гэвин Льюис — Уайетт, сын Генри
- Трейс Эдкинс — дядя Эл
- Стивен Дорфф — Кетчум
- Ричард Спейт (младший) — Дуган
- Макс Арсиниега — Стилвелл
- Брэд Картер — Брэниган

## Релиз и оценки
Премьера фильма состоялась 7 сентября 2021 года на Венецианском кинофестивале, вне программы. 1 октября того же года «Старый Генри» вышел в ограниченный театральный прокат в США (приблизительно в 30 кинотеатрах). В Нью-Йорке Стив Бушеми провёл сеанс вопросов и ответов с Нельсоном в кинотеатре Quad Cinema в день его открытия. 8 октября фильм был выпущен на видео по запросу.
На сайте-агрегаторе отзывов Rotten Tomatoes «Старый Генри» получил рейтинг 94 % со средней оценкой 7.6/10. Рецензенты с этого ресурса особо отметили «безупречную игру» Тима Блейка Нельсона. На сайте Metacritic фильм получил 69 баллов из 100, что указывает на «в целом положительные» отзывы.
Критики высоко оценили сюжет и отдельные актёрские работы. Стив Понд в интервью для TheWrap рассказал, что хотел бы большей масштабности в отдельных эпизодах, но в целом описал картину как «прекрасную элегию» с финалом, который кажется «правильным». Дэвид Руни (The Hollywood Reporter) отметил «хорошо проработанную» режиссуру, эффективное использование «старомодных, но устойчивых жанровых приёмов», отсылки к «сложным и мрачным реалиям», которые прячутся за обычным для вестерна фоном. В то же время Ксан Брукс из The Guardian счёл, что «Старый Генри» слишком похож на другие вестерны, и усомнился в том, что его следовало показывать на Венецианском кинофестивале.
Отдельных похвал удостоилась игра Тима Блейка Нельсона. По словам Руни, актёру удалось «с пафосом передать как сожаление, так и стальную решимость, стоящие за каждым прищуром глаз-бусинок». Оуэн Глейберман из Variety охарактеризовал фильм как «своего рода пьедестал для выступления Нельсона».
«Старый Генри» был признан лучшим полнометражным фильмом на Фестивале западного кино в Альмерии в 2021 году. Национальный совет кинокритиков США включил его в свой ежегодный список десяти лучших независимых фильмов.